# Walther Wüster
Walther Wüster, auch Walter (* 28. April 1901 in Halle (Saale); † 9. Oktober 1949 in Thüngersheim) war ein deutscher Diplomat im Zweiten Weltkrieg.

## Leben
Walther Wüster studierte Maschinenbau und Elektrotechnik an der Technischen Hochschule Hannover, der Technischen Hochschule München und der Universität Stuttgart. Ab 1925 war er bei Junkers Motorenbau und Junkers Flugzeugwerk und bei der AEG beschäftigt, von 1932 bis 1934 leitete er die Firma X. Herberger, Flachsfabrik und Leinenweberei seines Schwiegervaters in Olching.
Wüster war schon von 1921 bis 1928 Funktionär im Jungsturm der Nationalen Jugendbewegung gewesen. 1931 trat er in die NSDAP ein. Ab 1935 war er Geschäftsführer der Deutsch-Italienischen Gesellschaft und stellvertretender Propagandaleiter des Gaus München. Als solcher initiierte er eine Reihe von Wanderausstellungen, darunter vom 2. August bis 23. Oktober 1938 „Der ewige Jude“.
1938 wurde er Gaubeauftragter Bayern für die Dienststelle Ribbentrop und die Volksdeutsche Mittelstelle und leitete den Landesverband Bayern des Vereins für Deutsche Kulturbeziehungen im Ausland.
In der Dienststelle Ribbentrop lernte er Martin Luther kennen, galt als Italienfachmann und wurde als Hauptreferent Süd berufen. In dieser Eigenschaft besuchte er Spanien und Portugal, um sich einen Überblick über die Propagandalage zu verschaffen. Ab September 1939 war er von der Dienststelle Ribbentrop mit dem Aufbau des Reichspropagandaamtes in besetzten Krakau befasst, im Dezember 1939 begleitete er auf Anordnung Ribbentrops den DAF-Führer Robert Ley nach Italien.
1940 wurde er Generalkonsul in Mailand und baute das Kulturreferat der Botschaft des Deutschen Reichs im faschistischen Königreich Italien auf. In Rom ließ er auf Kosten der Botschaft Kunstgegenstände für Ribbentrop erwerben. Ribbentrop hatte Wüster die Leitung der deutschen Propaganda in Bratislava, Slowakei übertragen. Er erhielt Sonderaufträge von Ribbentrop, so war er ab August 1940 »Judenberater« in der Slowakei und in der Folge in Rumänien, Ungarn, Serbien und Griechenland. Vom 29. April 1941 bis April 1943 leitete er die Informationsabteilung des Auswärtigen Amtes. In dieser Funktion verhandelte er 1941 mit Mohammad Iqbal Shedai, einem indischen Revolutionär, in Rom über eine engere Anbindung an die deutsche Außenpolitik und die Übersiedlung von Rom nach Berlin. Shedai betrieb in Rom einen Radiosender, der seine Programme nach Indien ausstrahlte. Die Informationsabteilung unterstützte den Inder mit Geld. Am 21. Mai 1943 wurde er Generalkonsul in Neapel. Am 10. September 1943 übernahm er vorübergehend die Leitung (Abwicklung) der Deutschen Botschaft in Rom. Der erst am 30. August 1943 mit der Leitung beauftragte Geschäftsträger Rudolf Rahn hatte die Botschaft am Vortag, zusammen mit dem deutschen Botschaftspersonal in Richtung Deutschland verlassen, nachdem am 8. September 1943 der Waffenstillstand von Cassibile und damit der Kriegsaustritt Italiens als seitheriger Verbündeter öffentlich geworden war. Am 11. September 1943 berichtete er aus Rom vom Fall Achse. Am 16. September 1943 berichtete er in einem Telegramm an das Auswärtige Amt von der Beschlagnahme albanischer Gold- und Banknotenbestände in Italien und am 20. September 1943 von der Konstituierung der Regierung der Italienischen Sozialrepublik.
Von 1944 bis 1945 leitete er das Quartiersamt der Ausweichstelle des Auswärtigen Amtes in Krummhübel.
Wüster war ab 1928 mit Betty Herberger verheiratet, sie hatten vier Kinder.